# Armoriale dei comuni della provincia di Monza e della Brianza

Stemma della Provincia di Monza e della Brianza

Questa pagina contiene le armi (stemmi e blasonature) dei comuni della provincia di Monza e della Brianza.
| Stemma | Comune e blasonatura | Gonfalone e bandiera |
| ------ | --- | -------------------- |
|        | Agrate Brianza D'argento, al leone di rosso, tenente con le branche un'asta pomata ed ornata di listelli dello stesso, posto su una pianura di verde. Decreto del Capo del Governo del 15 dicembre 1930 Gonfalone: Drappo di colore azzurro riccamente ornato di ricami d'argento e caricato dello stemma del Comune, con l'iscrizione centrata in argento: "COMUNE DI AGRATE BRIANZA". Le parti di metallo ed i nastri saranno argentati, l'asta verticale sarà ricoperta di velluto azzurro con bullette dorate od argentate poste a spirale. Nella freccia sarà rappresentato lo stemma del Comune e sul gambo inciso il nome. Cravatta e nastri tricolorati dai colori nazionali, frangiati d'argento. |                      |
|        | Aicurzio D'azzurro, alla Croce di Malta d'argento; nel canton sinistro del capo una fiamma al naturale caricata da due spade d'argento poste in decusse con le punte all'ingiù. Decreto del Presidente della Repubblica del 20 maggio 1962 |                      |
|        | Albiate D'argento, a tre bande di rosso doppio merlate. Decreto del Capo del Governo del 18 maggio 1936 Gonfalone: Drappo partito di bianco e di rosso, riccamente ornato di ricami d'argento e caricato dallo stemma comunale con l'iscrizione centrata in argento, recante la denominazione del Comune. Le parti di metallo ed i cordoni saranno argentati. L'asta verticale sarà ricoperta di velluto dei colori del drappo, alternati, con bullette argentate poste a spirale. Nella freccia sarà rappresentato lo stemma del Comune e sul gambo inciso il nome. Cravatta con nastri tricolorati dai colori nazionali frangiati d'argento. Decreto del Presidente della Repubblica del 5 febbraio 2005 |                      |
|        | Arcore Interzato, in fascia: nel 1° di rosso, alla mitra d'argento; nel 2° d'azzurro, all'arco romano al naturale; nel 3° fasciato contrinnestato di nero e di argento. Decreto del Presidente della Repubblica del 22 marzo 1955 |                      |
|        | Barlassina D'azzurro, all'albero di verde, nascente da un pozzo d'oro accostato da due leoni di rosso, affrontati, controrampanti al pozzo. Reale Decreto del 19 marzo 1931 Gonfalone: Drappo d'azzurro al palo d'argento, riccamente ornato di ricami d'argento e caricato dello stemma con la iscrizione centrata in argento: Comune di Barlassina. |                      |
|        | Bellusco D'azzurro, al torrione di due palchi di rosso, maqttonato di nero, ogni palco merlato di tre alla guelfa, il palco inferiore finestrato di due finestre, poste in fascia, del campo, esso torrione aperto del campo e fondato sulla campagna di verde. Decreto del Presidente della Repubblica del 4 ottobre 2001 Gonfalone: Drappo partito di azzurro e di verde, riccamente ornato di ricami d'argento e caricato dello stemma con la iscrizione centrata in argento, recante la denominazione del Comune. Decreto del Presidente della Repubblica del 4 ottobre 2001 |                      |
|        | Bernareggio Troncato di argento e di rosso all'arbusto di verde. Decreto del Capo del Governo del 9 agosto 1936 |                      |
|        | Besana in Brianza D'argento, al castello torricellato di due pezzi di rosso, merlato alla ghibellina, aperto e finestrato del campo, murato di nero. Decreto del Presidente del Consiglio dei Ministri del 30 dicembre 1928 Gonfalone: Decreto del Presidente del Consiglio dei Ministri del 3 giugno 1986 |                      |
|        | Biassono Incappato di rosso e d'argento, al mastio merlato rotondo, di rosso, torricellato di due pezzi, accollato ad un ramo fogliao di verde posto in palo e nascente dalla punta dello scudo e sormontato dalla lettera "B" maiuscola di rosso. Reale Decreto del 6 dicembre 1928 Gonfalone: Drappo troncato, di bianco e rosso, riccamente ornato di ricami d'argento e caricato dello Stemma comunale con l'iscrizione centrata in argento - Comune di Biassono. Decreto del Presidente della Repubblica del 30 giugno 1971 |                      |
|        | Bovisio Masciago D'oro, alla banda di rosso, carica di tre rose d'argento. D.M. del 10 agosto 1906 Gonfalone: Drappo di colore bianco alla bordura di rosso orlata d'argento. D.P.R. del 30 giugno 1958 |                      |
|        | Briosco D'azzurro, al castello di rosso, mattonato di nero, chiuso dello stesso, merlato alla ghibellina, il fastigio di cinque, le due torri ognuna di tre, esso castello munito di tre finestrelle tonde, di nero, una sopra la porta, due nelle torri, fondato sulla pianura di verde, accompagnato in capo da due stelle di otto raggi, d'oro, sormontanti le torri. Decreto del Presidente della Repubblica del 29 marzo 1995 Gonfalone: Decreto del Presidente della Repubblica del 29 marzo 1995 |                      |
|        | Brugherio D'azzurro, all'albero di erica al naturale. Reale Decreto del 12 febbraio 1930 Gonfalone: Decreto del Presidente della Repubblica del 5 agosto 1966 |                      |
|        | Burago di Molgora D'azzurro, al pellicano al naturale, ferito e rivolto, con la sua pietà, accostato in capo da tre api d'oro, dal volo spiegato, poste 1, 2. Decreto del Presidente della Repubblica del 17 dicembre 1962 Gonfalone: Drappo partito di giallo e di azzurro... |                      |
|        | Busnago D'argento, al leone tenente con le branche anteriori un castello torricellato di un sol pezzo, il tutto rosso. Decreto del Presidente della Repubblica dell'8 settembre 1967 Tratto dallo statuto comunale. Gonfalone: Drappo partito di bianco e di rosso… |                      |
|        | Camparada D'argento, l'aratro terrazzato su un campo arato, il tutto al naturale. Gonfalone: Drappo di bianco. Decreto del Presidente della Repubblica del 22 dicembre 1967 |                      |
|        | Caponago Troncato d'argento e d'azzurro, al leone dell'uno all'altro, lampassato di rosso, entro due trecce piegate in cerchio, con le punte decussate sotto il leone pure l'uno nell'altro. Reale Decreto del 20 giugno 1930 Gonfalone: Drappo partito di bianco e di azzurro. |                      |
|        | Carate Brianza Troncato: nel primo d'azzurro, a due leoni d'oro, nascenti, affrontati e sostenenti con le zampe anteriori un anello dello stesso; nel secondo, palato di nero e d'argento. DCG del 24 settembre 1931 Gonfalone: Drappo di bianco. Regio decreto del 22 febbraio 1934 |                      |
|        | Carnate Di verde, al bracco rampante al naturale, collarinato di rosso. Reale decreto del 28 luglio 1932 Gonfalone: Drappo di azzurro. |                      |
|        | Cavenago di Brianza Fasciato doppio merlato d'argento e di rosso, con la prima fascia d'argento munita di quattro merli all'ingiù, e con la sesta fascia di rosso munita di tre merli e due semimerli all'insù; al capo cucito d'oro, caricato dall'aquila di nero. Decreto del Presidente della Repubblica del 17 maggio 1986 Gonfalone: Drappo partito di bianco e di rosso… |                      |
|        | Ceriano Laghetto D'azzurro, al cervo fermo sulle rive di un lago circondato da campagna erbosa alberata da quattro pioppi, il tutto al naturale. Gonfalone: Drappo troncato di verde e di azzurro. Decreto del Presidente della Repubblica dell'8 ottobre 1976 |                      |
|        | Cesano Maderno D'argento, al castello diroccato di rosso su ristretto di terreno di verde, sormontato da un volo abbassato di nero cimato da corona antica d'oro. Reale Decreto dell'11 febbraio 1929 Gonfalone: drappo di bianco bordato di rosso... Reale Decreto del 6 marzo 1939 |                      |
|        | Cogliate D'argento, a tre alberi al naturale sradicati, posti in fascia. Gonfalone: Drappo di azzurro... Regio decreto del 12 maggio 1942 |                      |
|        | Concorezzo Di rosso, alla banda d'argento, caricata di tre stelle di otto raggi di rosso, accostata da due crescenti montanti d'argento. Decreto del Capo del Governo del 18 luglio 1931 Gonfalone: Drappo partito di rosso e di bianco. DPR del 24 febbraio 1956 |                      |
|        | Cornate d'Adda Di rosso, al castello d'argento, murato di nero, torricellato di un pezzo, aperto e finestrato del campo, accollato da due spade del secondo in croce di S. Andrea, guarnite di oro alla bordura d'azzurro, cucita, posta in capo allo scudo. Ornamenti esteriori di comune. Gonfalone: Drappo partito di bianco e di rosso. Decreto del Presidente della Repubblica del 16 ottobre 1954 |                      |
|        | Correzzana Di verde, alla mucca d'oro, sormontata in capo da tre spighe di grano d'argento, due in decusse, la centrale in palo, e da due galli in punta al naturale affrontati. Decreto del Presidente della Repubblica del 19 gennaio 1976 Gonfalone: Drappo troncato di bianco e di giallo... |                      |
|        | Desio Bandato d'argento e di rosso di sei pezzi. Reale Decreto del 24 febbraio 1924 Gonfalone: drappo di bianco… Bandiera: drappo troncato di bianco e di rosso… |                      |
|        | Giussano D'argento, al castello di rosso a tre piani, merlato e circondato da due trecce a tre capi di nero e d'azzurro, riunite nel capo e decussate in punta. Decreto del Capo del Governo del 24 gennaio 1930 Gonfalone concesso con DPR del 14 ottobre 1958 |                      |
|        | Lazzate Di rosso, alla pila poggiante sul tavolo al naturale; al capo d'argento caricato da un semivolo abbassato di nero. Reale Decreto del 6 luglio 1933 Gonfalone: Drappo troncato di rosso e di bianco. DPR del 25 settembre 1980 |                      |
|        | Lentate sul Seveso Di rosso, alla banda ondata d'oro accostata in alto da un porro sradicato e in basso da un castello pure d'oro. Reale Decreto del 27 marzo 1941 |                      |
|        | Lesmo D'azzurro, al leone fasciato di argento e di nero, lampassato di rosso. Reale Decreto del 24 agosto 1928 Gonfalone: Drappo partito di bianco e di rosso.. |                      |
|        | Limbiate D'azzurro, alla fascia d'argento caricata da due torte di rosso, accostate da un volo abbassato d'oro e da un'ape dello stesso; il tutto abbassato al capo di rosso, alla "L" maiuscola d'oro circondata da due rami di quercia e di alloro decussati in punta. Decreto del Presidente della Repubblica del 12 luglio 1966 Gonfalone: drappo partito d'azzurro e di bianco… |                      |
|        | Lissone Bandato d'argento e di rosso di sei pezzi, col capo abbassato d'azzurro, alla pecora accosciata, d'argento, tenente una lista svolazzante e bifida dello stesso carica della scritta: "Omnia Vincit Humilitas", in lettere nere. Reale Decreto del 9 dicembre 1937 |                      |
|        | Macherio Troncato: nel 1° di argento al biscione visconte di azzurro nascente dalla troncatura, ingollante a metà unn fanciullo nudo di carnagione, posto in maestà e movente in fascia con le braccia aperte; nel 2° di oro allo scaglione di rosso. Decreto del Presidente della Repubblica del 25 giugno 1952 |                      |
|        | Meda Bandato di nero e di oro; al capo d'oro, carico di un castello di rosso, aperto del campo, sostenente un'aquila di nero. Ornamenti esteriori da Comune. Decreto del Capo del Governo del 28 gennaio 1936 Gonfalone: Drappo partito di giallo e di rosso… |                      |
|        | Mezzago Troncato, d'argento e di rosso, al leone dell'uno nell'altro, attraversante, tenente con la branca destra una spada del secondo, posta in sbarra. Ornamenti esteriori da Comune. Reale Decreto del 21 gennaio 1929 Gonfalone: Drappo troncato di rosso e di bianco… Decreto del Presidente della Repubblica n. 2118 del 26 aprile 1983 |                      |
|        | Misinto D'azzurro alla pianta di pino, posta su arido terreno accostato da pianta d'erica al naturale, col capo d'argento all'aquila di nero coronata del campo. Reale Decreto del 20 dicembre 1932 |                      |
|        | Monza D'azzurro, alla corona ferrea sormontata da una croce greca, il tutto circondato da una fascia d'argento, con il motto: "EST SEDES ITALIÆ REGNI MODŒTIA MAGNI". Decreto del Capo del Governo del 29 maggio 1933 Gonfalone: Drappo troncato di rosso e di bianco… |                      |
|        | Muggiò Tagliato di rosso e di bianco, alla ruota dentata di dodici d'oro sul tutto. Decreto del Presidente della Repubblica dell'11 giugno 1975 Gonfalone: Drappo partito, di giallo e di azzurro, riccamente ornato di ricami d'argento e caricato dello stemma tagliato di rosso e di bianco, alla ruota dentata di dodici d'oro sul tutto. Ornamenti esteriori da Comune, con la iscrizione centrata in argento: Comune di Muggiò. Le parti di metallo ed i cordoni argentati. L'asta verticale ricoperta di velluto dei colori del drappo, alternati, con bullette argentate poste a spirale. Nella freccia sarà rappresentato lo stemma del Comune e sul gambo inciso il nome. Cravatta e nastri tricolorati dai colori nazionali frangiati d'argento. D.P.R. in data 11 giugno 1975, registrato alla Corte dei Conti il 17.7.1975, reg. n. 5 p.116, e trascritto nei registri dell'ufficio araldico il 18.8.1975, reg. 1975, p. 32 |                      |
|        | Nova Milanese Di rosso, al leone rampante d'argento, accompagnato in capo dalla scritta "AD NOVAM" in oro. Ornamenti esteriori da Città. Decreto del Presidente della Repubblica del 6 marzo 1950 Gonfalone: Drappo partito di rosso e di bianco… |                      |
|        | Ornago Partito: nel 1° di rosso, alla fascia d'argento; nel 2° d'argento al castello di rosso, torricellato di due, merlato alla guelfa, chiuso e finestrato di nero, fondato sulla campagna di verde caricata da una polla d'acqua d'argento e accollato ad un albero di gelso al naturale. Ornamenti esteriori da Comune. Decreto del Presidente della Repubblica dell'11 giugno 1979 Gonfalone: Drappo partito di bianco e di rosso… |                      |
|        | Renate D'azzurro, all'obelisco d'argento, cimato da una croce trifogliata d'oro. Ornamenti esteriori da Comune. Decreto del Presidente della Repubblica del 27 maggio 1971 Gonfalone: Drappo troncato di giallo e di azzurro… |                      |
|        | Roncello Partito: nel 1º troncato: a) d'azzurro al castello d'argento murato di nero, merlato alla guelfa: b) fasciato d'argento e di rosso di quattro pezzi; nel 2º ripartito: a) d'oro all'aquila di nero movente dalla partizione: b) bandato di rosso e d'argento. Il tutto abbassato al capo d'argento caricato una ruota dentata al naturale. Decreto del Presidente della Repubblica del 14 giugno 1974 Gonfalone: drappo partito, di rosso e d'azzurro, riccamente ornato di ricami d'argento e caricato dello stemma (sopra descritto) con l'iscrizione centrata in argento: Comune di Roncello. Le parti di metallo e i cordoni saranno argentati. L'asta verticale sarà ricoperta di velluto dei colori del drappo con bullette argentate poste a spirale. Nella faccia sarà rappresentato lo stesso del Comune e sul gambo il nome. Cravatta e nastri tricolori dai colori nazionali e frangiati d'argento.                  |                      |
|        | Ronco Briantino Di rosso, al castello d'argento, torricellato di tre pezzi alla ghibellina, aperto e finestrato, murato di nero, fondato sulla pianura erbosa di verde, il castello addossato ad una pianta di pino, al naturale. Reale Decreto del 24 agosto 1928 |                      |
|        | Seregno D'azzurro, alla banda d'argento caricata di tre stelle di otto raggi d'oro. Decreto del Capo del Governo del 16 maggio 1931 |                      |
|        | Seveso Inquartato: al primo d'azzurro al castello d'argento; al secondo di cielo all'apostolo San Pietro dalla veste d'azzurro e manto di rosso, tenente in palo le chiavi, passante su una campagna di verde; al terzo di verde alla banda ondata d'argento; al quarto d'azzurro all'ara romana sormontata da una fiamma. Ornamenti esteriori da Comune. Reale Decreto del 9 dicembre 1937 Gonfalone: Drappo di rosso… |                      |
|        | Sovico Troncato: il primo palato di rosso e di verde; il secondo d'azzurro, al castello di rosso, mattonato di nero, chiuso di rosso, privo di torri, munito di due grandi merli alla ghibellina, posti alle estremità del fastigio. D.P.R. del 12 aprile 2001. Trascritto nel Registro Araldico dell'Archivio centrale dello Stato in data 16 maggio 2001 e registrato nei Registri Ufficio Araldico in data 28 maggio 2001 p. 47 Gonfalone: Drappo troncato di rosso e di azzurro… |                      |
|        | Sulbiate Partito, d'argento e di rosso, al mastio d'oro di tre pezzi, chiuso, finestrato e murato di nero, merlato alla guelfa, attraversante sul tutto e fondato su terrazzo di verde. Decreto del Presidente della Repubblica del 2 maggio 1973 Gonfalone: Drappo partito di rosso e di bianco… |                      |
|        | Triuggio D'azzurro, allo scaglione accompagnato in capo da due colombe, quella di destra rivoltata, e in punta una parca munita di remi, il tutto d'argento. Ornamenti esteriori da Comune. Decreto del Presidente della Repubblica del 30 giugno 1951 Gonfalone: Drappo partito di bianco e di rosso… |                      |
|        | Usmate Velate Interzato in fascia: al primo d'oro ad un martelletto accostato ai lati da due semivoli abbassati, il tutto di rosso; il secondo di azzurro a tre stelle d'argento, poste in fascia; il terzo scaccato di argento e di rosso di tre file e sei tiri. Decreto del Presidente della Repubblica del 30 ottobre 1954 Gonfalone: Drappo di azzurro… |                      |
|        | Varedo Troncato: il primo inquartato di rosso e di argento, il rosso caricato di due vipere, rivoltate ondulanti in fascia, uscenti da una pentola, sul tutto un cricello d'oro; il secondo campo di cielo al bue al naturale accovacciato su terreno erboso, sormontato da due gigli d'oro posti in fascia. Sulla troncatura una fascia ondata d'azzurro caricata di due spade d'argento manicate d'oro poste in croce di S, Andrea con le punte all'ingiù. Decreto del Presidente della Repubblica del 30 luglio 1951 |                      |
|        | Vedano al Lambro Troncato: al primo d'argento, al castello merlato alla ghibellina, torricellato di due pezzi, di rosso, aperto e finestrato del campo, accostato da due tralci di vite pampinosi e fruttiferi al naturale e sormontato da un'aquila dal volo spiegato di nero; al secondo scaccato d'oro e d'azzurro di tre file, 3 e 2. Reale Decreto dell'11 febbraio 1929 |                      |
|        | Veduggio con Colzano D'argento, al castello di rosso torricellato di due pezzi laterali meralti di tre alla guelfa, aperto e finestrato del campo, accoppiato da una pianta stilizzata di verde posta fra i due pezzo con il fusto uscente dall'apertura radicato di due. Decreto del Presidente della Repubblica del 12 giugno 1962 |                      |
|        | Verano Brianza Inquartato di nero e di argento, al leone di rosso, allumato e linguato dello stesso, attraversante. Ornamenti esteriori da Comune. D.P.R. del 30 ottobre 2008 Gonfalone: drappo inquartato di bianco e di nero… |                      |
|        | Villasanta Troncato: nel 1° d'argento, ad un cocomero, al naturale, posto in fascia; nel 2° d'argento, a tre bande di nero, caricato nel centro da un cane sedente d'argento; alla fascia sulla partizione di rosso, caricata sulla destra da un morso di cavallo d'argento e sulla sinistra da tre anelli fra loro incrociati, al naturale. Gonfalone: Drappo partito di azzurro e di verde. |                      |
|        | Vimercate D'argento, al leone rampante di nero linguato di rosso. Ornamenti esteriori da città. Decreto Ministeriale del 7 giugno 1915 Gonfalone: Drappo di bianco… |                      |